# فاليري تيريجنو
فاليري سوزان تيريجنو (بالإنجليزية: Valerie Susan Terrigno )‏ (من مواليد 1954). تم انتخابها لأول مرة في مجلس مدينة ويست هوليوود (كاليفورنيا) عندما تم تأسيسها في عام 1984. وقد تم اختيارها من قبل المجلس لتكون رئيس البلدية، مما جعلها أول رئيس بلدية مفتوح بشكل علني لبلدية مدمجة في الولايات المتحدة.
كان أشهر أعمالها كرئيسة بلدية، بعد أن أصدر مجلس المدينة قانونًا مناهضًا للتمييز، حيث قامت بعمل لافتة مثيرة للجدل ضد المثليين مكتوب عليها: "Fagots Stay Out"، تم نشرها في مطعم بارنيز بينيري Barney's Beanery. خلال فترة ولايتها، وبعدها أصدر المجلس قانونًا لمراقبة الإيجارات، وبدأت أيضًا بتقديم فوائد الشراكة الداخلية، لتصبح ثاني مدينة أمريكية تعترف قانونًا بالعلاقات الجنسية المثلية.
بعد قضاء عام في منصبها كرئيسة لبلدية المدينة (وهو منصب احتفالي يتناوب سنوياً بين أعضاء مجلس المدينة)، أُدينت في عام 1986 باختلاس مبلغ 9,000 دولار من أموال المنح الفيدرالية خلال فترة توليها لمنصب رئيس السلطة التنفيذية. حكمت قاضية المقاطعة الفيدرالية لافلين ووترز على تيريجنو بـ 60 يومًا، حيث عملت في منزل في منتصف الطريق. زعمت فاليري أنها استُهدفت لأنها مثلية، لكن المحلفين نفوا أن توجهها الجنسي كان عاملاً في مداولاتهم. استقالت من مقعد مجلس المدينة في عام 1986.
أثار ظهور تيريجنو المخطط في موكب فخر المثليين في غرب هوليوود جدلاً في عام 1986، والذي يمثل مطعمًا محليًا. كان منظمو الموكب مستعدون لمنعها من المشاركة لكن تيريجنو انسحبت طوعا. غضب الناشط المثلي الجنس هارى هاي لانه اعتقد أن ذلك ليس من العدل. وكتب على لوحته: «فاليري تيريجنو تسير معي».